# Barelić
Barelić (izvirno srbsko Барелић) je naselje v Srbiji, ki upravno spada pod Mesto Vranje; slednja pa je del Pčinjskega upravnega okraja.

## Demografija
V naselju, katerega izvirno (srbsko-cirilično) ime je Барелић, živi 112 polnoletnih prebivalcev, pri čemer je njihova povprečna starost 35,2 let (36,5 pri moških in 33,8 pri ženskah). Naselje ima 44 gospodinjstev, pri čemer je povprečno število članov na gospodinjstvo 3,66.
To naselje je popolnoma srbsko (glede na rezultate popisa iz leta 2002).
|  |

| Demografija | Demografija     | Demografija     |
| Leto        | Št. prebivalcev | Št. prebivalcev |
| ----------- | --------------- | --------------- |
|             |                 |                 |
|             |                 |                 |
|             |                 |                 |
|             |                 |                 |
| 1948        | 180             |                 |
| 1953        | 188             |                 |
| 1961        | 195             |                 |
| 1971        | 194             |                 |
| 1981        | 178             |                 |
| 1991        | 135             | 135             |
| 2002        | 161             | 161             |
|             |                 |                 |

| Etnična sestava po popisu iz leta 2002 | Etnična sestava po popisu iz leta 2002 | Etnična sestava po popisu iz leta 2002 | Etnična sestava po popisu iz leta 2002 | Etnična sestava po popisu iz leta 2002 |
| -------------------------------------- | -------------------------------------- | -------------------------------------- | -------------------------------------- | -------------------------------------- |
| Srbi                                   | Srbi                                   |                                        | 161                                    | 100,0%                                 |
| Neznano                                | Neznano                                |                                        | 0                                      | 0,0%                                   |